# San José del Catiteo
San José del Catiteo är en ort i Mexiko.   Den ligger i kommunen Cadereyta de Montes och delstaten Querétaro Arteaga, i den centrala delen av landet, 170 km norr om huvudstaden Mexico City. San José del Catiteo ligger 2 587 meter över havet och antalet invånare är 110.
Terrängen runt San José del Catiteo är bergig österut, men västerut är den kuperad. Runt San José del Catiteo är det ganska glesbefolkat, med 38 invånare per kvadratkilometer. Närmaste större samhälle är Santa Ana, 2,1 km öster om San José del Catiteo. I omgivningarna runt San José del Catiteo växer i huvudsak blandskog.